# Hypsolyrium guizhouensis
Hypsolyrium guizhouensis är en insektsart som beskrevs av Chou och Yuan 1980. Hypsolyrium guizhouensis ingår i släktet Hypsolyrium och familjen hornstritar. Inga underarter finns listade i Catalogue of Life.